# Grönheim
Grönheim ist ein Ortsteil der Gemeinde Molbergen im niedersächsischen Landkreis Cloppenburg.
Die Ortschaft liegt an der Landesstraße L 836 – nordwestlich des Hauptortes Molbergen – zwischen den Molberger Ortsteilen Peheim im Westen und Dwergte im Osten. Stattliche Bauernhöfe prägen bis heute den Ort. Südlich des Ortes erstreckt sich das 610 Hektar große Naturschutzgebiet Molberger Dose.

## Geschichte
Im Jahr 1275 erschien Grönheim in einem Lehensverzeichnis als "Gronnin" oder "Gronem".

## Persönlichkeiten
- Johann Theodor Peek (1845–1907), deutscher Unternehmer und Kaufmann